# Ivan II. Drašković von Trakošćan

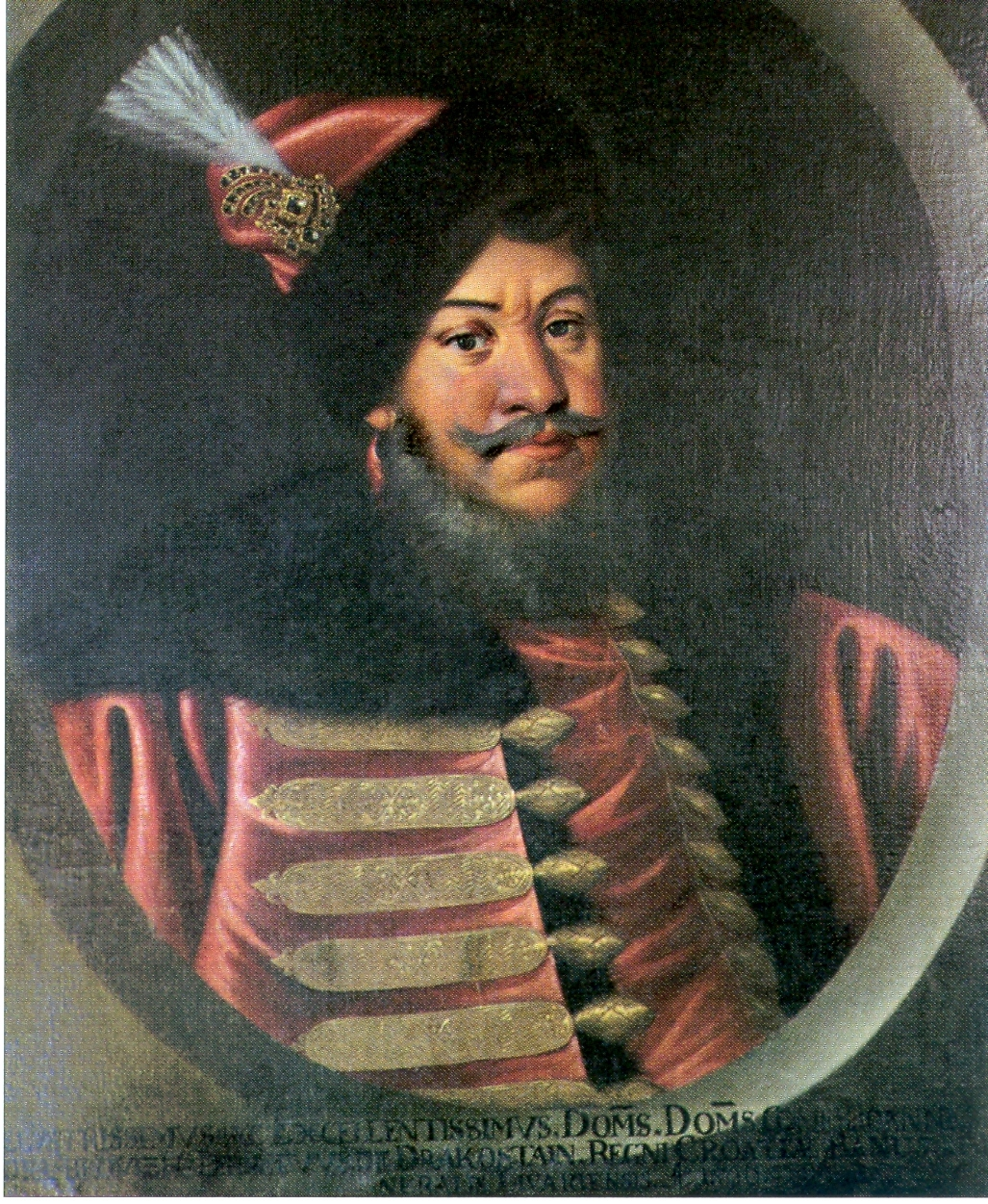
Porträt von Ivan III. Drašković, einem Sohn des Ivan II. Drašković

Ivan II. Freiherr Drašković von Trakošćan (* 1550 auf Schloss Trakošćan(?); † 1613 in Pressburg) war ein Ban von Kroatien aus dem Hause Drašković.

## Leben
Er wurde als Sohn von Gašpar Freiherr Drašković (deutsch: Kaspar) und dessen Frau Katarina Székely von Ormož geboren.
1593 nahm er an der Schlacht bei Sissek teil, die mit einem großen Sieg der Kroaten und Österreichern endete. Von 1596 bis 1608 war er Ban von Kroatien.
Ivan Drašković war Kaiser Rudolfs II. Kämmerer, Geheimer und Hofkriegsrat, General der Reiterei, Obergespan des Kreutzer Komitats, stritt mit Auszeichnung gegen die Türken, entsetzte 1597 die von den Türken belagerte Festung Petrinia und hatte besonders an dem meisterhaften Rückzug von Kanizsa (10. Oktober 1600) den wichtigsten Anteil. In dem Aufstand Bocskays bewahrte er Kroatien in der Treue gegen den Kaiser, schlug die ungarischen Rebellen und half so den Frieden von 1606 herbeiführen, worauf er die Banuswürde niederlegte, die Stelle eines Hofkriegsrats, Kommandierenden Generals im Königreich Ungarn jenseits der Donau und Tavernicorum regalium magistri aber beibehielt. Er starb 1613 in Pozsony/Pressburg.
Ivan Draskovic ist als der eigentliche Begründer der Freimaurerei im slawischen Süden anzusehen.